# Ascanio Colonna (Cardeal)
Ascanio Colonna (Marino, 3 de abril de 1560 - Roma, 17 de maio de 1608) foi um cardeal do século XVII

## Biografia
Nasceu em Marino em 3 de abril de 1560. Patrício napolitano e veneziano. Da linha Paliano da família Colonna. Filho de Marc'Antonio Colonna, duque de Paliano e Tagliacozzo, e Felicia Orsini. Outros cardeais dos diferentes ramos da família foram Giovanni Colonna (1212); Giacomo Colonna (1278); Pietro Colonna (1288); Giovanni Colonna (1327); Agapito Colonna (1378); Stefano Colonna (1378); Oddone Colonna (1405; mais tarde Papa Martinho V); Próspero Colonna (1426); Giovanni Colonna (1480); Pompeo Colonna (1517); Marco Antonio Colonna , sênior (1565); Girolamo Colonna (1627); Carlos Colonna (1706); Próspero Colonna (1739); Girolamo Colonna (1743); Próspero Colona (1743); Marcantonio Colonna , júnior (1759); Pietro Colonna (1766), que adotou o sobrenome Pamphili; e Nicola Colonna (1785).
Estava destinado à carreira eclesiástica. Estudou latim e grego; estudou primeiro na Universidade de Alcalá; e depois, na Universidade de Salamanca, onde obteve o título de magister em filosofia e teologia e o doutorado in utroque iure , tanto em direito canônico quanto civil)..
Em setembro de 1576, ele fez parte da comitiva da viagem de seu pai à Espanha. Nomeado abade de Santa Sofia, Benevento, pelo Papa Pio V. Quando seu pai morreu em 1584, ele herdou Marino e Rocca di Papa e também o palácio della Torre em SS. Apostoli e uma parte da mansão familiar contígua e mais antiga..
Criado cardeal diácono no consistório de 16 de novembro de 1586; recebeu o gorro vermelho e a diaconia de Ss. Vito e Modesto, 25 de fevereiro de 1587. Cavaleiro da Soberana Ordem de Malta, 1586. Arcipreste da patriarcal basílica de Latrão. Abade comendatário de Subiaco. Vice-rei de Zaragoza, Aragón. Optou pela diaconia de S. Nicola em Carcere, em 5 de dezembro de 1588. Participou do primeiro conclave de 1590 , que elegeu o Papa Urbano VII. Participou do segundo conclave de 1590, que elegeu o papa Gregório XIV. Optou pela diaconia de S. Maria em Cosmedin, a 14 de janeiro de 1591. Participou do conclave de 1591, que elegeu o Papa Inocêncio IX. Participou no conclave de 1592, que elegeu o Papa Clemente VIII. Prior da Ordem Soberana de Malta para Veneza, 1594..
Ordenado (nenhuma informação encontrada). Optou pela ordem dos cardeais presbíteros, em 8 de novembro de 1599. Optou pelo título de S. Pudenziana, em 15 de dezembro de 1599. Vice-rei de Aragão em 1602. Não participou do conclave de março de 1605, que elegeu o Papa Leão XI. Não participou do conclave de maio de 1605, que elegeu o Papa Paulo V. Optou pelo título de S. Croce in Gerusalemme, em 30 de janeiro de 1606. Grão-prior de Veneza. Protetor de Flandres..
Optou pela ordem dos cardeais bispos e pela sé suburbicária de Palestrina, em 5 de junho de 1606. Consagrada, em 11 de junho de 1606, igreja de S. Maria degli Angeli, Roma, pelo Papa Paulo V, assistido pelo Cardeal Ottavio Bandini, e pelo Cardeal Carlos Conti. Ele era amigo íntimo de Giuseppe Calasanzio, fundador dos piaristas e futuro santo. O cardeal Agostino Valeri dedicou a ele seus seis livros della Consolazione .
Morreu em Roma em 17 de maio de 1608, às 13 horas, no palácio dos bispos de Palestrina, sua residência romana. Enterrado ao lado do túmulo do Papa Martinho V na capela da família na basílica patriarcal de Latrão, em Roma..